# Ковбой у вільний час
Ковбой у вільний час (англ. A Cowboy Pastime) — американський короткометражний комедійний вестерн режисера Ромейна Філдінга 1914 року.

## У ролях
- Едвард Седжвік — Гайні Претзель
- Робін Вільямсон — Люк Матт